# Гомес, Инна Александровна
И́нна Алекса́ндровна Го́мес (девичья фамилия — Чу́ркина; род. 2 января 1970, Москва, СССР) — советская и российская актриса кино, телевидения и озвучивания, телеведущая, фотомодель, общественный деятель и руководитель премии «На Благо Мира».

## Биография
Родилась 2 января 1970 года в Москве.
В детстве увлекалась спортом, туризмом,  альпинизмом.
Впервые в кино появилась в 1983 году в фильме «Опасные пустяки». После этой роли авторы «Гостьи из будущего» заметили её и пригласили сняться в своём фильме.
В 1988 году приняла участие в конкурсе красоты «Московская красавица». Для Советского Союза этот конкурс красоты был первым в истории, его участницы набирались по объявлению. Победительницей стала москвичка Маша Калинина, Чуркина же вышла в финал. После конкурса красоты Инна окончила курсы секретарей-референтов и устроилась на работу преподавателем машинописи.
В 1991 году (в возрасте 21 года) вышла замуж за испанского предпринимателя Аугустино Гомеса, с которым развелась через пять лет. После развода решила освоить новую профессию косметолога, но для обучения требовались деньги, и поэтому устроилась на работу моделью в агентство «Red Stars». Без отрыва от модельного бизнеса выучилась на парикмахера и косметолога. Училась операторскому мастерству у Юрия Грымова, освоила курс фотографии. 
Многим Инна запомнилась ролью прекрасной медсестры в рекламе шоколадного батончика «Шок» фабрики «Россия». 
В конце 2001 года приняла участие в первом сезоне телепроекта «Последний герой». После участия в телепроекте поступила в Московскую академию искусств на факультет психологии (специальность «Психология рекламы») и начала активно сниматься в кино и телесериалах.
В 2002 году родила дочь Машу, но после небольшого перерыва вновь вернулась в кино и на телевидение.
Проекты, в которых в 2010-х приняла участие — сериал «Большая нефть» и фильм «V Центурия. В поисках зачарованных сокровищ» (2010).

## Общественная деятельность
Она стала инициатором проекта «Я с тобой! Добрые сказки», развивающим в обществе позитивное отношение к материнству. В 2008 году проект был издан фирмой «1С» в серии «1С:Аудиокниги».
С 2011 года является попечителем благотворительного фонда помощи детям с тяжёлыми заболеваниями «Помоги ребёнку.ру».
В апреле 2019 года возглавила премию за доброту в искусстве «На Благо Мира».

## Телевидение
В 1998 году вела детскую интерактивную телеигру «Позвоните Кузе» с Андреем Фёдоровым («РТР») и с 10 января 2003 до 3 апреля 2004 года «Всё для тебя» («Ren-TV»).
Участвовала в реалити-шоу «Последний герой», снималась в телесериалах. Также снялась в двух клипах исполнителя шансона Сергея Севера «Осень-мулатка» и «Будем помнить». Участвовала в программах «Неголубой огонёк» (2004) и «Неголубой огонёк — 2» (2005).

## Фильмография
| Год  |     | Название                                    | Роль                   |
| ---- | --- | ------------------------------------------- | ---------------------- |
| 1983 | кор | Опасные пустяки                             | школьница              |
| 1984 | ф   | Гостья из будущего                          | школьница в космопорте |
| 1999 | ф   | Хорошие и плохие                            | Лена                   |
| 2000 | ф   | Любовь до гроба                             | Маша, жена психиатра   |
| 2000 | с   | Маросейка, 12                               | Анжела                 |
| 2000 | с   | Чёрная комната                              | Инна                   |
| 2001 | с   | День рождения Буржуя 2                      | Алла                   |
| 2001 | с   | Ключи от смерти                             | Вера                   |
| 2002 | с   | Главные роли                                | Кэт                    |
| 2002 | с   | Каменская 2                                 | Карина Мискарьянц      |
| 2002 | ф   | Летний дождь                                | Женя                   |
| 2004 | мф  | Столичный сувенир                           | Инна                   |
| 2004 | с   | Торгаши                                     | Алла Орлова            |
| 2005 | с   | Воскресенье в женской бане                  | Юля                    |
| 2005 | ф   | Лига обманутых жён                          | Инга                   |
| 2007 | ф   | Алмазный проект / Almaz Black Box           | Лара Кондакова         |
| 2007 | тф  | Заговор                                     | Вера                   |
| 2007 | тф  | Снежный ангел                               | Жанна                  |
| 2008 | с   | Воротилы. Быть вместе                       | Юлия                   |
| 2008 | ф   | Казаки-разбойники                           | Полина, мать Сашки     |
| 2008 | ф   | Прилетит вдруг волшебник                    | Вера / фея             |
| 2008 | мф  | Приключения Алёнушки и Ерёмы                | Алёнушка               |
| 2009 | с   | Большая нефть                               | Мария Голубева         |
| 2009 | с   | Любить и ненавидеть                         | Маша                   |
| 2009 | тф  | Питерские каникулы                          | Ева, подруга Лины      |
| 2009 | ф   | Тридевятый участок                          | снималась              |
| 2009 | мф  | Новые приключения Алёнушки и Ерёмы          | Алёнушка               |
| 2010 | ф   | V Центурия. В поисках зачарованных сокровищ | Галина Ткаченко        |
| 2013 | ф   | Кукловоды                                   | Наташа                 |
| 2016 | ф   | Правда Саманты Смит                         | Джейн Смит             |
| 2019 | с   | Отчаянные                                   | ведущая                |